# Børne- og Undervisningsudvalget
Børne- og Undervisningsudvalget er et af de stående udvalg i Folketinget. Udvalget har eksisteret fra 4. oktober 2011 til 11. december 2016 og fra 4. juli 2019 og frem. 
I udvalget behandles lovforslag og beslutningsforslag, der vedrører folkeskoler, frie grundskoler og efterskoler, gymnasiale ungdomsuddannelser (stx, hhx, htx og hf) og erhvervsuddannelser samt voksen- og efteruddannelse. Hertil dagtilbud til børn indtil skolestart samt fritids- og klubtilbud til børn og unge. 
Udvalget fører parlamentarisk kontrol med Børne- og Undervisningsministeren. Det politiske fagministerium, der hører til udvalget, er Børne- og Undervisningsministeriet.

## Medlemmer
Nedenstående er medlemmer pr. 4. november 2021.
| Nr. | Navn                      | Parti                       | Bemærkninger                                                                                          |
| --- | ------------------------- | --------------------------- | --- |
| 1   | Anders Kronborg           | Socialdemokratiet           | Formand for Børne- og Undervisningsudvalget.                                                          |
| 2   | Jens Joel                 | Socialdemokratiet           | Socialdemokratiets børneordfører, undervisningsordfører samt Friskole- og efterskoleordfører.         |
| 3   | Kim Aas                   | Socialdemokratiet           | Midlertidig stedfortræder i Folketinget for Tanja Larsson.                                            |
| 4   | Jan Johansen              | Socialdemokratiet           | |
| 5   | Julie Skovsby             | Socialdemokratiet           | |
| 6   | Kasper Sand Kjær          | Socialdemokratiet           | |
| 7   | Orla Hav                  | Socialdemokratiet           | |
| 8   | Lotte Rod                 | Radikale Venstre            | Radikale Venstres Børneordfører samt Undervisningsordfører.                                           |
| 9   | Anne Sophie Callesen      | Radikale Venstre            | Radikale Venstres Ungdomsuddannelsesordfører.                                                         |
| 10  | Marianne Jelved           | Radikale Venstre            | Radikale Venstres Skoleordfører samt Ordfører for frie skoleformer.                                   |
| 11  | Katarina Ammitzbøll       | Det Konservative Folkeparti | Det Konservative Folkepartis Ungdomsuddannelsesordfører.                                              |
| 12  | Mai Mercado               | Det Konservative Folkeparti | Det Konservative Folkepartis Grundskoleordfører, Idrætsordfører samt Undervisningsordfører.           |
| 13  | Mette Thiesen             | Nye Borgerlige              | Nye Borgerliges Børneordfører samt Undervisningsordfører.                                             |
| 14  | Jacob Mark                | Socialistisk Folkeparti     | Socialistisk Folkepartis Børneordfører samt Undervisningsordfører.                                    |
| 15  | Ina Strøjer-Schmidt       | Socialistisk Folkeparti     | Socialistisk Folkepartis Dagtilbudsordfører.                                                          |
| 16  | Astrid Carøe              | Socialistisk Folkeparti     | Socialistisk Folkepartis Erhvervsuddannelsesordfører, Fgu-ordfører, Gymnasieordfører og Vuc-ordfører. |
| 17  | Henrik Dahl               | Liberal Alliance            | Liberal Alliances Børneordfører samt Undervisningsordfører.                                           |
| 18  | Marie Krarup              | Dansk Folkeparti            | Dansk Folkepartis Børneordfører, Gymnasieordfører samt Undervisningsordfører.                         |
| 19  | Jens Henrik Thulesen Dahl | Dansk Folkeparti            | Dansk Folkepartis Erhvervsuddannelsesordfører.                                                        |
| 20  | Alex Ahrendtsen           | Dansk Folkeparti            | Dansk Folkepartis Folkeskoleordfører.                                                                 |
| 21  | Uffe Elbæk                | Frie Grønne                 | |
| 22  | Stén Knuth                | Venstre                     | Næstformand for Børne- og Undervisningsudvalget.                                                      |
| 23  | Ellen Trane Nørby         | Venstre                     | Venstres Børneordfører, Undervisningsordfører samt Ungdomsuddannelsesordfører.                        |
| 24  | Kenneth Mikkelsen         | Venstre                     | Venstres Friskole- og efterskoleordfører.                                                             |
| 25  | Anni Matthiesen           | Venstre                     | |
| 26  | Marie Bjerre              | Venstre                     | |
| 27  | Marlene Ambo-Rasmussen    | Venstre                     | |
| 28  | Jakob Sølvhøj             | Enhedslisten                | Enhedslistens Børneordfører samt Undervisningsordfører.                                               |
| 29  | Pernille Skipper          | Enhedslisten                | |